# Подлесье-Радваничское
Подле́сье-Радва́ничское (бел. Падлессе Радваніцкае) — деревня в Брестском районе Брестской области Белоруссии, в составе Мухавецкого сельсовета. Население — 68 человек (2019).

## География
Деревня находится на левом берегу реки Рыта, в 19,5 км к востоку от центра Бреста и в 13 км к северо-востоку от центра сельсовета, агрогородка Мухавец.

## История
В XIX веке — государственная собственность в составе имения Каменица-Бискупская Брестского уезда Гродненской губернии. По ревизии 1858 года — 207 душ крестьян. В 1905 году — деревня Радваничской волости Брестского уезда.
Согласно Рижскому мирному договору (1921) деревня вошла в состав межвоенной Польши, где принадлежала гмине Радваничи Брестского повета Полесского воеводства. В 1921 году — 66 дворов. С 1939 года в составе БССР. В 1940 году — 72 двора, в Великую Отечественную войну деревня была разрушена.

## Население
На 1 января 2018 года насчитывалось 79 жителей в 52 домохозяйствах, из них 3 младше трудоспособного возраста, 37 — в трудоспособном возрасте и 39 — старше трудоспособного возраста.